# Ісянгільдіно (Александровський район)
Ісянгі́льдіно (рос. Исянгильдино) — село у складі Александровського району Оренбурзької області, Росія.

## Населення
Населення — 297 осіб (2010; 339 у 2002).
Національний склад (станом на 2002 рік):
- башкири — 93 %